# Coroniceras multicostatum
Espèce
Coroniceras multicostatum est une ammonite fossile de grande taille que l'on retrouve durant le Sinémurien. C'est un mollusque marin à coquille externe, cloisonnée et enroulée suivant une spire plane.